# Felix Randau
Felix Randau (* 1974 in Emden) ist ein deutscher Filmregisseur und Drehbuchautor.

## Leben
Randau studierte von 1995 bis 2003 Filmregie an der Deutschen Film- und Fernsehakademie Berlin (dffb) und schloss sein Studium mit einem Diplom ab. Sein Abschlussfilm Northern Star kam 2004 in die deutschen Kinos und wurde in der Reihe „Das kleine Fernsehspiel“ des ZDF im Fernsehen gezeigt, ebenso Die Anruferin, der 2008 in den Kinos und 2009 in derselben Reihe im Fernsehen gezeigt wurde.
Felix Randau lebt in Berlin.

## Filmografie
- 2000: Siemensstadt (Regisseur, Drehbuchautor)
- 2003: Northern Star (Regisseur, Drehbuchautor)
- 2007: Die Anruferin
- 2008: Der Kriminalist – Zwischen den Welten (Drehbuch)
- 2017: Der Mann aus dem Eis

## Auszeichnungen
- 2000: Preis für den besten Film auf dem Filmfestival Bologna European Festival of Film Schools für Siemensstadt
- 2003: Nominierung für den First Steps Award in der Kategorie „Abendfüllende Spielfilme“ für Northern Star
- 2004: Studio-Hamburg-Nachwuchspreis in der Kategorie „Bestes Drehbuch“ für Northern Star
- 2004: Nominierung für den Max-Ophüls-Preis für Northern Star